# Бакучяй (Расейняйський район)
Бакучяй (Bakučiai) — село у Литві, Расейняйський район, Расейняйське староство, знаходиться за 3 км від міста Расейняй. 2001 року в селі проживало 9 людей, 2011-го — 7.

## Принагідно
- Bakučiai (Raseiniai) [Архівовано 22 вересня 2020 у Wayback Machine.]

| Литва | Це незавершена стаття з географії Литви. Ви можете допомогти проєкту, виправивши або дописавши її. |